# Torre Asima
La Torre ASIMA, también denominada Edificio Ramón Esteban Fabra, se trata de un edificio de 15 pisos de altura situado en el Polígono industrial de Son Castelló de la ciudad de Palma de Mallorca, Islas Baleares, España. El edificio fue promovido por ASIMA, la Asociación de Industriales de Mallorca, asociación empresarial fundada en 1964, promovió la construcción de polígonos industriales Son Castelló y Can Valero en la ciudad de Palma de Mallorca, los primeros creados en España por iniciativa privada.

## Historia
La Torre ASIMA fue diseñada junto al resto del polígono por el arquitecto Alejandro Villalba. Se decidió que estuviese situada en la Gran Vía Asima debido a que ésta era una de las avenidas más comerciales y de concentración empresarial de Mallorca. La construcción de este edificio se empezó a concretar a fines de la década de 1960, aunque no se inauguró oficialmente hasta 1973. Es el segundo edificio más alto de las Islas Baleares tras la Torre Mallorca, también situada en la capital balear. Hasta hace pocos años era sede de ASIMA, pero éstos se trasladaron a un edificio anexo al complejo, donde se encontraba la sede del IBEDE, el Instituto Balear de Dirección Empresarial, creado en 1971.

## Características

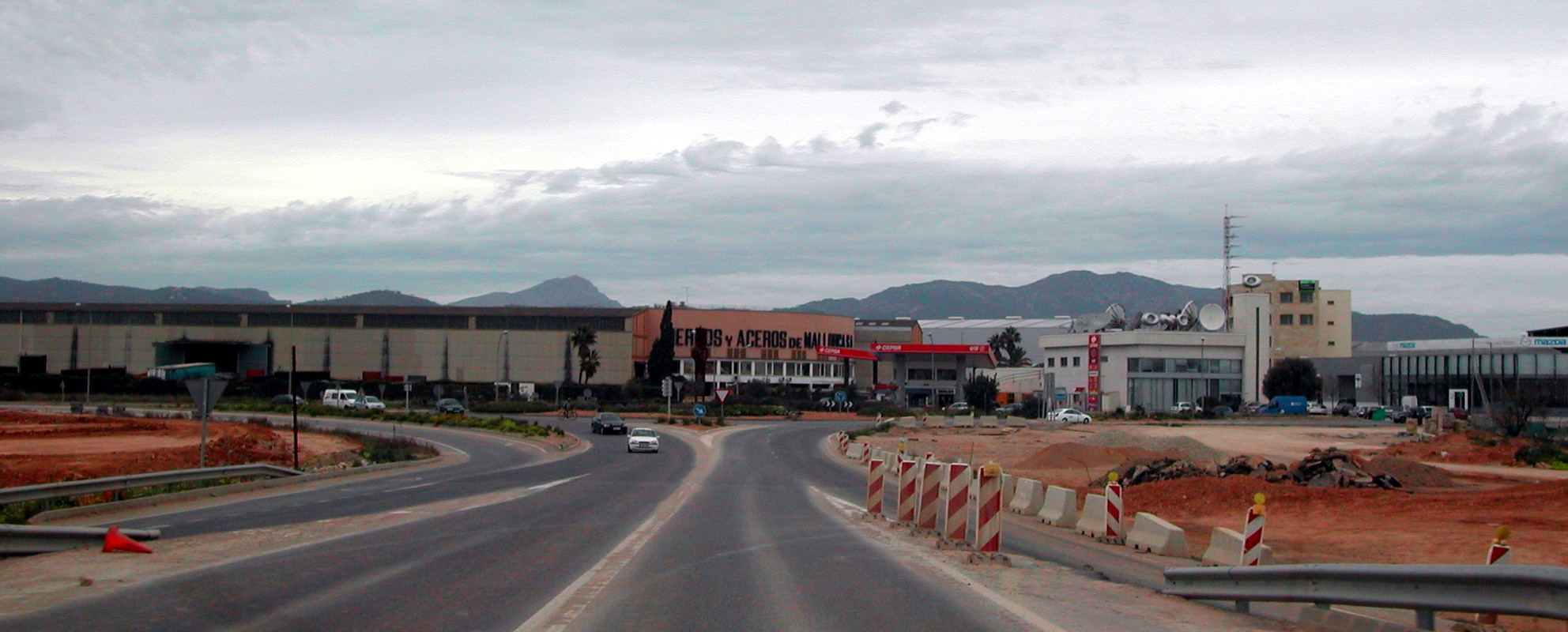
Entrada a Son Castelló, polígono en el que se sitúa la Torre Asima, desde la Ma-13.

Es un edificio destinado a oficinas. Su altura ronda los 60 metros y consta de 15 plantas, una última destinada al ático y a sala de conferencias. Su fachada, se caracteriza por ser de hormigón, con placas de aluminio a modo de "gradei solei" con las siglas de Asima que sirven para proteger de los rayos de sol intensos. Según los movimientos del sol, giran varias ventanas de metal, y se consigue luz, sin cegar a los trabajadores de las respectivas plantas. 
Dicha construcción, es el icono más emblemático del polígono de Son Castelló, y un símbolo visible, desde la Ma-13. Recientemente, según la nueva Normativa de Emergencias en construcciones de altura (construcciones que superen los 10 pisos de altura), se instaló una escalera de emergencia en el ala Este de la Torre, ya que carecía de dicha instalación. Además, la Línea M1 de metro, inaugurada en 2007, posee una estación llamada Gran Vía Asima, frente a la Torre.